# Bernhard von Bülow
Bernhard Heinrich Karl Martin von Bülow (Bernhard Heinrich Karl Martin Fürst von Bülow) (Klein-Flottbeck, Holstein, 3 de maio de 1849 – Roma, 28 de outubro de 1929) foi um nobre e político alemão. Ocupou o cargo de Reichskanzler (Chanceler do Império Alemão) de 16 de outubro de 1900 até 16 de julho de 1909.

## Carreira
Foi um estadista alemão que serviu como chanceler do Império Alemão e ministro-presidente da Prússia de 1900 a 1909. Defensor fervoroso da Weltpolitik, Bülow dedicou sua chancelaria a transformar a Alemanha em uma potência global. Apesar de presidir o crescimento econômico sustentado e o grande avanço tecnológico, a política externa de seu governo fez muito para antagonizar a França e a Grã-Bretanha, o que contribuiu significativamente para a derrota da Alemanha na Primeira Guerra Mundial.
Nascido em uma proeminente família de aristocratas dinamarqueses-alemães, Bülow entrou para o serviço estrangeiro alemão depois que seu pai, Bernhard Ernst von Bülow, foi nomeado secretário de Relações Exteriores no governo de Otto von Bismarck. Ele ocupou vários cargos diplomáticos, incluindo embaixador alemão em Roma, antes de ser nomeado secretário das Relações Exteriores em 1897 por Guilherme II. Três anos depois, foi nomeado chanceler após a renúncia do príncipe de Hohenlohe.
Como chanceler, Bülow promoveu políticas internas cautelosas e conservadoras. Nas relações exteriores, seguiu uma política ambiciosa e expansionista. Seu desafio aberto ao crescente controle da França sobre Marrocos desencadeou a Primeira Crise Marroquina, que agravou os franceses e os britânicos e ajudou a fortalecer a Entente Cordiale. Em 1908, os comentários indiscretos de Guilherme foram publicados durante o Caso Daily Telegraph, causando danos significativos às relações exteriores alemãs e ao prestígio do Kaiser. Bülow foi culpado por não ter evitado o erro e, tendo perdido o apoio do Kaiser e do Reichstag, renunciou em 1909 e foi sucedido por Theobald von Bethmann Hollweg.

Bülow mudou-se para Roma após sua renúncia. Ele saiu da aposentadoria no final de 1914 para servir como embaixador interino na Itália, mas foi incapaz de trazer o rei Vítor Emanuel III para o lado das Potências Centrais. Bülow morreu em Roma em 1929, aos 80 anos.